# Мі-4
Мі-4 (за класифікацією НАТО: Hound) — радянський багатоцільовий вертоліт, розроблений ОКБ М. Л. Міля на початку 1950-х років. Це перший військово-транспортний вертоліт, розроблений в СРСР.

## Історія створення та конструкційні особливості

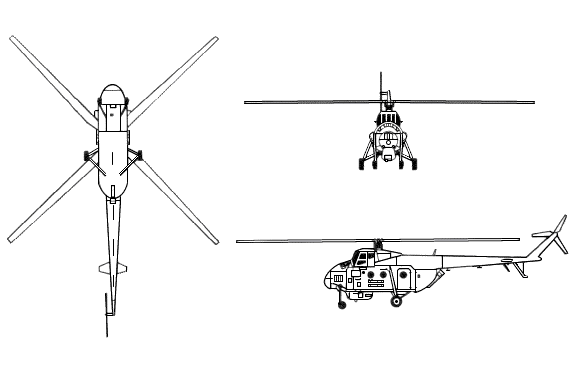
Схема Мі-4

Наприкінці 40-х років у ОКБ М. Л. Міля розпочали проектування багатомісних вертольотів різних схем. У силових установках спочатку планували використовувати вертолітний варіант літакового двигуна АШ-62 потужністю 1000 к.с. Також розглядалися проекти двогвинтових апаратів «модної» в той час поздовжньої схеми, з одним або двома двигунами. Однак незабаром стало ясно, що за удаваними перевагами поздовжньої схеми приховується безліч серйозних проблем, і вже 1949 року Михайло Леонтійович Міль приймає рішення проектувати багатомісний одногвинтовий вертоліт з одним двигуном АШ-62. Але спроба головного конструктора ОКБ-478 О. Г. Івченко переробити цей двигун у вертолітний варіант не вдалася, і Мілю довелося орієнтувати розробки на значно потужніший двигун АШ-82 конструкції А. Д. Швецова.
Ідея створення вертольота великої вантажопідйомності тоді не знайшла належної підтримки у замовника. Ситуація змінилась на початку 50-х років, коли під час війни в Кореї американці почали успішно використовувати гелікоптери в бойових діях. Це змусило керівників Комуністичної партії та Радянського уряду серйозно задуматися над перспективами розвитку гвинтокрилих літальних апаратів. У вересні 1951 року під головуванням Й. В. Сталіна в Кремлі відбулася нарада, присвячена ліквідації відставання СРСР в області вертольотобудування, на якій отримав схвалення розроблений в ОКБ М. Л. Міля проект дванадцатимісного вертольота В-12 (або ВД-12 — вертоліт десантний на 12 осіб). Ухвалою Ради Міністрів СРСР від 5.10.51 р. десантно-транспортний вертоліт мав перевозити у фюзеляжі 12 десантників, легку польову гармату калібру 57 або 76 мм або армійський автомобіль ГАЗ-67Б або ГАЗ-69. Загальна маса вантажу, що перевозиться мала складати 1200 кг в нормальному варіанті і 1600 кг в перевантаженому.
На створення машини відвели лише один рік. Конструктори в ОКБ працювали по 14 — 16 годин на добу, ночували на заводі. Для нового вертольота, що перевершував Мі-1 за злітною масою в три рази, було обране двоповерхове компонування, аналогічне компонуванню американського апарата Sikorsky S-55. Потужний чотирнадцятициліндровий (подвійна зірка) авіаційний двигун АШ-82В (вертолітний) з осьовим вентилятором та муфтою включення знаходився в носовій частині фюзеляжу напівмонококової конструкції. Злітна потужність двигуна становила 1700 к.с, номінальна — 1530 к.с. За двигуном, в районі центру ваги вертольота, розташовувалася містка вантажна кабіна розміром 4.5x1.6x1.76 м з відкидними сидіннями десантників, швартувальними пристосуваннями, трапом для завантаження техніки. Закінчувалася кабіна великим люком. Це було кардинально нове рішення у практиці світового вертольотобудування. Для перевезення великогабаритних вантажів та кранових робіт гвинтокрилий апарат згодом був оснащений системою зовнішньої підвіски вантажопідйомністю до 1300 кг. У підфюзеляжній гондолі розмістили рухливу стрілецьку установку НУВ-1 з крупнокаліберним кулеметом ТКБ-481М. Вогонь з кулемета мав вести бортмеханік. Зверху над вантажною кабіною знаходилась кабіна пілотів. Сидіння льотчиків розташовувалися поруч. Ця кабіна мала велику площу скління. За кабіною були розташовані відсіки головного редуктора та паливного бака. За необхідності збільшення дальності польоту, у вантажній кабіні міг встановлюватися додатковий бензобак.
Мі-4 — один з перших у світі вертольотів, в систему керування якого включили гідропідсилювачі (бустери), і перший в СРСР літальний апарат з необоротним бустерним керуванням. Жорстка проводка керування складалася з системи тяг і качалок. Важелі керування гелікоптером у кабіні льотчиків були дубльовані. Приладове обладнання забезпечувало пілотування апарата вночі і в складних метеоумовах. На кінці хвостової балки знаходився керований стабілізатор. Колісне шасі було чотириколісним з пірамідними стійками. Наприкінці 50-х років були розроблені поплавковий та лижний варіанти шасі.
Провідним конструктором з проектування та побудови Мі-4 був М. Н. Пивоваров, а Г. В. Ремезов — провідним інженером з льотних випробувань. Випуск робочих креслень був завершений на початку березня 1952 року, а в кінці квітня на дослідному виробництві заводу № 3 побудували перший льотний екземпляр. Одночасно ресурсний примірник вертольота був зібраний на саратовському серійному авіазаводі № 292.

## Модифікації

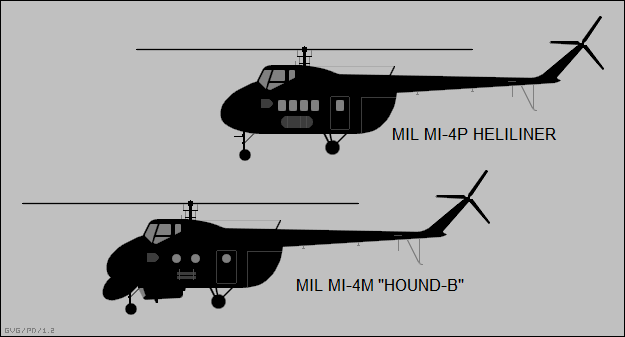
Мі-4П та Мі-4М

У ході експлуатації вертоліт Мі-4 постійно модернізувався. З 1958 року базовий десантно-транспортний варіант будувався з позначенням Мі-4А (Мі-4АДТ). Ця модифікація відрізнялася від Мі-4 покращеною конструкцією лопатей, збільшеною площею стабілізатора та наявністю автопілота АП-31. Ресурс основних частин Мі-4А перевищував 600 годин. До середини 70-х років призначений ресурс вертольота перевищив 10 тисяч годин.
На базі Мі-4 і Мі-4А створили більше трьох десятків військових та цивільних модифікацій та варіантів. Серед них були:
- Мі-4ГФ — заводська назва «роззброєного» Мі-4, призначеного для використання в цивільній авіації.
- Мі-4М (Мі-4ВМ) — протичовнова модифікація, створена 1953 року (початкове позначення ВМ-12). В Мі-4М на місці кулеметної установки в підфюзеляжній гондолі розмістили штурмана-оператора, а в носовій частині встановили пошукову РЛС «Курс», пізніше замінену на «Рубін-В» (модифікація називалася Мі-4МР), у фюзеляжі розташували гідроакустичну станцію «Баку», додатковий паливний бак і рятувальний човен. Озброєння складалося з глибинних бомб, підвішуваних ззовні по бортах фюзеляжу або гідроакустичних буїв, що скидалися через люк в підлозі вантажної кабіни. 1955 року на базі Мі-4М був створений варіант морського тральщика Мі-4БТ, на якому використовувалися надувні баллонети для посадки на воду. Побудований в 1957 році варіант з дослідною гідроакустичною станцією «Ріон» мав заводське позначення Мі-4РІ.
- Мі-4МЕ — експортний варіант протичовнового Мі-4М, створений 1964 року.
- Мі-4МТ — ударний протичовновий торпедоносець, створений на базі Мі-4М 1963 року. Міг брати на борт торпеду ПЛАТ-1 або ракету «Кондор», або глибинні бомби загальною масою до 520 кг. Через відсутність пошукової РЛС застосовувався лише разом з Мі-4М. 1963 року на базі Мі-4М ОКБ М. Л. Міля розробило пошуково-ударний комплекс, що включає ударний Мі-4МУ, пошуковий Мі-4МО з гідроакустичною станцією «Ока» та пошуковий Мі-4МС з теплопеленгатором «Сура».
- Мі-4П (Мі-4ВП) — пасажирська модифікація, створена 1954 року, у якій відсутня підфюзеляжна гондола, стулки вантажного люка були замінені обтічником, ілюмінатори мали прямокутну форму. У салоні були встановлені дивани, в хвостовій частині — санвузол та багажне відділення. Перші Мі-4П мали обтічники на колесах. У базовому варіанті цей вертоліт перевозив 8-11 пасажирів. 1957 року створили десятимісну версію з кріслами з Іл-18. В 60-их роках серійно будувався 13-місний варіант з ширшими вікнами. Мі-4П став першим в СРСР гелікоптером, на якому почалися регулярні пасажирські перевезення. У той час він обслуговував близько ста пасажирських ліній.

- Мі-4А (Мі-4ВА, Мі-4СХ) — агротехнічна (сільськогосподарська) модифікація, створена 1954 року. Мала замість підфюзеляжної кабіни тунельний розпилювач, штанги-розприскувачі з боків фюзеляжу та бункер всередині вантажної кабіни. Ще один сільськогосподарський варіант — Мі-4с з'явився 1968. Він відрізнявся більш сучасним обладнанням та бічними підвісними баками з хімікатами.
- Мі-4Л (Мі-4ВЛ) — лісопожежний варіант, побудований в 1954 році. Міг здійснювати висадку пожежного десанту (до 8 осіб), гасіння вогню за допомогою встановленого в підфюзеляжній гондолі водяного ствола та хімобробку лісу. Баки з вогнегасною рідиною розміщувалися у вантажній кабіні.
- Мі-4ФВ (Мі-4КВ) — «фотограф-водій» з апаратурою «Кварц-49» для керування катером-мішенню ВМФ, випробуваний 1955 року.
- Мі-4Щ — полярний варіант, створений 1955 року для роботи на радянських арктичних та антарктичних станціях.
- Мі-4М — медичний варіант, створений 1956 року на замовлення Міністерства охорони здоров'я СРСР. Деякі Мі-4 переобладнувалися в «літаючі операційні».
- Мі-4СП — спеціальна рятувальна модифікація, створена в 1956 році, обладнана бічною стрілою з лебідкою, мотузяною драбиною, пошуковими радіостанціями та скидними надувними плотами та човнами. До складу екіпажу входив медпрацівник.
- Мі-4ПГ — перший дослідний варіант, оснащений системою для перевезення вантажів на зовнішній підвісці, був створений в 1956 році.
- Мі-4СВ — «утеплений» варіант Мі-4, створений 1956 року для роботи на Півночі.
- Мі-4 з радіоапаратурою «Приставка». Створено 1957 року для керування автоматичними аеростатами.
- Мі-4С — вертоліт-салон, перший семимісний варіант був побудований в 1957 році для уряду Ємену. Через два роки в ОКБ М. Л. Міля було створено спеціальні шестимісні салони для Радянського уряду та командування ВПС СРСР. Вони мали поліпшену віброзвукоізоляцію та посилені засоби зв'язку.
- Мі-4Н «Филин» — дослідний розвідувальний варіант для ведення бойових дій в нічних умовах, побудований 1958 року.
- Мі-4ПС — розроблена в 1958 році пошуково-рятувальна модифікація, оснащена пошуковою РЛС «Рубін-В», двома додатковими паливними баками, розташованими у вантажній кабіні, лебідкою, рятувальними засобами, світловими маяками та бомбами-барвниками на бомботримачах, а також надувними баллонетами для посадки на воду.
- Мі-4 установлювач протитанкових мін. У цей варіант переобладнали вертольоти десантно-транспортних модифікацій шляхом зняття стулок вантажного люка і установки ззаду транспортера-міноукладальника.
- Мі-4 транспортувальник та укладальник труб. Розроблено 1961 року для використання при будівництві газопроводів.
- Мі-4КК, Мі-4КУ — рухомий пункт безперервного керування частинами, виділеними для підтримки сухопутних військ. Створено в 1961 році для оперативних груп повітряних армій. Являє собою комплекс з двох вертольотів: командного пункту Мі-4КК (Мі-4ВКП) та пункту керування авіаційними з'єднаннями Мі-4КУ (Мі-4ВПУ). Гелікоптери могли діяти як групами, так і самостійно.
- Мі-4У — вертоліт-цілевказувач, обладнаний апаратурою «Успех» для виявлення наземних та надводних цілей та видачі даних цілевказівки системам ракетної зброї ВМФ. Побудований 1961 року.
- Мі-4ГР — варіант, оснащений у 1963 році широкодіапазонною панорамною радіолокаційною станцією виявлення та ретрансляції «Гребешок-3».
- Мі-4ТАРК — розроблений в 1963—1964 роках телевізійний артилерійський розвідник-коректувальник.
- Мі-4МК (Мі-4ПП) — постановник перешкод, оснащений 1964 станцією радіоперешкод «Маяк-3» та додатковими антенами.
- Мі-4 з круговою кінознімальною апаратурою «Панорама». Створений 1965 року.
- Мі-4АВ (озброєний). Розробка збройних модифікацій гелікоптера Мі-4А почалася з 1958 року. Проектувалися різні варіанти з легким, посиленим та важким стрілецько-гарматним, бомбардувальним та ракетним озброєнням. У 1960 році було побудовано два демонстраційні варіанти: один ніс на бічних консолях шість блоків УБ-16-57 по 16 некерованих ракет КАРС-57, а інший — два блоки по шість турбореактивних ракет ТРС-132. Відсутність у командування Збройних Сил належного інтересу затягнуло впровадження військових вертольотів в експлуатацію. Тільки 1965 року після успішних вогневих випробувань двох Мі-4А, збройних вісьмома блоками УБ-16-57 по 16 КАРС-57, ОКБ М. Л. Міля отримало можливість розробити серійний варіант озброєння вертольота. Створений 1967 року вертоліт вогневої підтримки сухопутних військ Мі-4АВ був оснащений комплексом озброєння К-4В, що включав чотири протитанкові керовані ракети (ПТКР) 9М17М «Фаланга» і 96 некерованих реактивних снарядів С-5М калібру 57 мм в шести блоках УБ-16-57У. Замість блоків на бомботримачах могли підвішуватись шість бомб по 100 кг або чотири бомби по 250 кг або баки з запальною сумішшю. Передбачався і варіант підвіски гарматних та кулеметних контейнерів. Всього в збройну модифікацію було переобладнано близько 185 вертольотів Мі-4А. У прорізах бічних вікон та дверей монтувалися шкворневі кулеметні установки. Вертольоти Мі-4 починаючи з угорських подій 1956 року брали участь у всіх військових операціях радянських військ та озброєних сил інших держав, де часто створювалися різні «сурогатні» варіанти озброєння.
- Мі-4УМ — радіокерована мішень — варіант Мі-4, створений 1979 року.
- Z-5 — китайський військовий варіант вертольота Мі-4. «Сюанфенг» («Xuanfeng»): китайське найменування цивільного варіанта Мі-4[1].

## Участь у збройних конфліктах
- Угорське повстання 1956 року[6]
- Війна за незалежність Бангладеш[6]
- Друга індо-пакистанська війна[6]
- Перша курдо-іракська війна[6]
- Громадянська війна в Ефіопії[6]
- Війна в Афганістані[6]

## Додаткові факти
- Розробка, льотні випробування та впровадження вертольота в серійне виробництво були здійснені в рекордно короткий термін — протягом одного року[7].
- Мі-4 став першим серійним вертольотом, оснащеним вбудованим озброєнням. У підфюзеляжній гондолі була встановлена рухома стрілецька установка НУВ-1 з крупнокаліберним кулеметом ТКБ-481М[5].
- Мі-4 став першим вертольотом в СРСР, який використовувався для краново-монтажних робіт[7].
- 1955 року на двох Мі-4 був здійснений переліт протяжністю понад 5000 км з Москви до полярної станції «Північний полюс-5»[7].
- В 1956—1965 роках на Мі-4 було встановлено 8 міжнародних рекордів, у тому числі підйом вантажу масою 2000 кг на висоту 6017 м і масою 1000 кг на висоту 7575 м[7].
- 1957 року на серійні Мі-4 вперше в СРСР почали встановлювати вертолітний автопілот[5].
- 1958 року на Всесвітній виставці в Брюсселі Мі-4 був нагороджений золотою медаллю та дипломом[7].